# Aeroportul Ivanovo Yuzhny
Aeroportul Ivanovo Yuzhny (IATA: IWA, ICAO: UUBI) este un aeroport din Ivanovo, Gorodskoi okrug gorod Ivanovo⁠(d), Regiunea Ivanovo, Rusia ce deservește zona Ivanovo. Aeroportul a fost tranzitat în 2021 de 68.125 de pasageri. A fost deschis în 1939 și numit după zona deservită.
Situat la o altitudine de 125 m, aeroportul dispune de o singură pistă.